# Animali pazzi
Animali pazzi è un film del 1939, diretto da Carlo Ludovico Bragaglia. È l'unico film in cui Totò recita insieme a Luisa Ferida, all'epoca attrice di punta del regime.

## Trama
Totò, uomo solo al mondo e senza una lira, tenta varie volte il suicidio finché non incontra un suo sosia, il barone Tolomeo de' Tolomei al quale un suo zio, da poco defunto, ha intestato una grossa eredità in vista del matrimonio con la cugina Ninetta; ma nel testamento è anche scritto che, qualora i due non dovessero convolare a nozze, l’ingente somma andrebbe ad una clinica per animali pazzi. Tolomeo, per liberarsi di Maria Luisa, la gelosissima amante, obbliga il suo sosia a restare  nella sontuosa villa della cugina Ninetta per due giorni per poter escogitare al meglio il piano di fuga. Tuttavia Maria Luisa scopre l'inganno ed obbliga il barone a restare con lei, impedendogli quindi di convolare a nozze con la cugina che, invece, sposerà Totò, avendolo amato dal primo momento.

## Commento
Girato due anni dopo il primo film del comico napoletano Fermo con le mani!, ebbe ancor meno successo del film precedente.
Sebbene girato con ottimi apporti tecnici e con alcune lievi innovazioni per l'epoca nel montaggio (come la pellicola all'indietro e l'effetto speciale del cavallo sul tetto), non fu accolto molto bene nemmeno dalla critica, tanto che venne presto dimenticato.
Il 5 giugno 1945 venne nuovamente revisionato dalla censura e ne venne permessa la distribuzione solo al centro-sud, ad esclusione delle città di Firenze, Roma e Napoli es a condizione di eliminare dai titoli di testa e dalla pubblicità il nome di Luisa Ferida che era stata una delle attrici di punta del regime fascista, morta tragicamente fucilata dai partigiani a Milano col marito.
Il film rischiò addirittura di andare perduto: nel 1970 infatti un'organizzazione di cineclub, preparando una rassegna a Roma di film del comico napoletano, non trovando alcuna copia del suddetto film iniziò a dichiarare che il film fosse andato perduto. Solo dopo lunghe ricerche ne fu ritrovata una copia in pellicola, molto rovinata, graffiata e tagliuzzata (più corta di due minuti e mezzo circa rispetto al metraggio originale del visto censura d'epoca), la quale si trovava presso una piccola agenzia di Napoli che noleggiava film da trasmettere a bordo delle navi da crociera. Questa copia, dalla quale furono tratte poi tutte le altre sia in pellicola che in VHS o DVD, è ad oggi l'unico materiale del film tuttora esistente: cosa che ha finora reso impossibile un adeguato restauro.

## Altri tecnici
- Aiuto regista: Maria Teresa Ricci

## La critica
Filippo Sacchi nel Corriere della Sera del 18 aprile 1939 "..Su questo matto spunto farsesco Campanile, dando libero corso alla fantasia, ha intessuto una girandola di umoristiche trovate, che potevano raggiungere un effetto, se produzione, interpretazione e regia le avessero realizzate concretamente sempre con quello stile veloce, funambolico e grottesco che l'azione richiedeva. Tutte le scene del principio con l'incontro dei due Totò, la prima metà dell'episodio in cui Totò monta il cavallo pazzo, possono più o meno servire come esempi di quello stile; la descrizione della clinica zoofila, il trattamento terapeutico di Totò o l'episodio del sicario, possono servire come esempi del contrario. Totò prodiga tutte le risorse della sua acidula e marionettistica buffoneria, però, con questo secondo saggio , mi pare ch'egli abbia confermato i limiti delle sue possibilità cinematografiche...". Nel loro autorevole e fortunatissimo "Dizionario dei films e delle serie televisive" (ZANICHELLI editore), le Morandini avvalorano in quest'opera d'eccezione l'interpretazione di Totò come una delle sue più brillanti,perché il film:"sprigiona qua e là una poetica follia dell'assurdo e una girandola di invenzioni umoristiche non indegne dei fratelli Marx" (op. cit, ed. 2021-pg.92).